# Qualificazioni al campionato mondiale di calcio 2026 - UEFA - Fase a gironi, gruppo E

## Classifica
| Pos. | Squadra  | Pt | G | V | N | P | GF | GS | DR |
| ---- | -------- | -- | - | - | - | - | -- | -- | -- |
| 1.   | Spagna   | 0  | 0 | 0 | 0 | 0 | 0  | 0  | 0  |
| 2.   | Turchia  | 0  | 0 | 0 | 0 | 0 | 0  | 0  | 0  |
| 3.   | Georgia  | 0  | 0 | 0 | 0 | 0 | 0  | 0  | 0  |
| 4.   | Bulgaria | 0  | 0 | 0 | 0 | 0 | 0  | 0  | 0  |

## Risultati

### 1ª giornata
| Tbilisi 4 settembre 2025, ore 18:00 CEST | Georgia | – referto | Turchia | Stadio Boris Paichadze |

| Sofia 4 settembre 2025, ore 20:45 CEST | Bulgaria | – referto | Spagna | Stadio nazionale Vasil Levski |

### 2ª giornata
| Tbilisi 7 settembre 2025, ore 15:00 CEST | Georgia | – referto | Bulgaria | Stadio Boris Paichadze |

| Konya 7 settembre 2025, ore 20:45 CEST | Turchia | – referto | Spagna | Stadio municipale metropolitano |

### 3ª giornata
| 11 ottobre 2025, ore 20:45 CEST | Bulgaria | – referto | Turchia |  |

| 11 ottobre 2025, ore 20:45 CEST | Spagna | – referto | Georgia |  |

### 4ª giornata
| 14 ottobre 2025, ore 20:45 CEST | Turchia | – referto | Georgia |  |

| 14 ottobre 2025, ore 20:45 CEST | Spagna | – referto | Bulgaria |  |

### 5ª giornata
| 15 novembre 2025, ore 18:00 CET | Georgia | – referto | Spagna |  |

| 15 novembre 2025, ore 18:00 CET | Turchia | – referto | Bulgaria |  |

### 6ª giornata
| 18 novembre 2025, ore 20:45 CET | Bulgaria | – referto | Georgia |  |

| 18 novembre 2025, ore 20:45 CET | Spagna | – referto | Turchia |  |